# إريس مارتن
إريس مارتن (بالإنجليزية: Jessie Iris Martin)‏ هي ممرضة نيوزيلندية، ولدت في 19 ديسمبر 1898، وتوفيت في 19 يوليو 1982.